# Carlo Magno (trein)
De Carlo Magno was een internationale trein op het traject  Dortmund - Bazel - Milaan - Sestri Levante. De Carlo Magno is genoemd naar  Karel de Grote.

## Eurocity

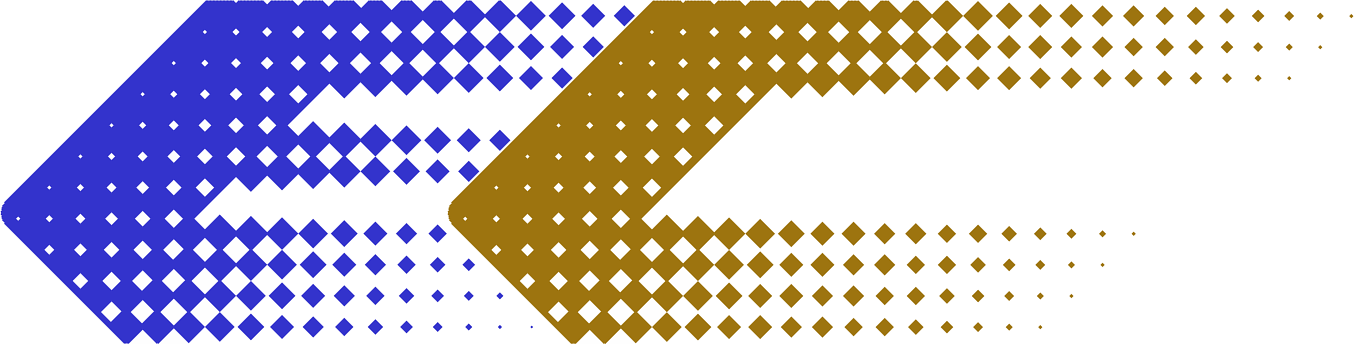
EuroCity logo

Op 31 mei 1987 was de EC Carlo Magno een van de treinen waarmee het EuroCity net van start ging. De treindienst was een voortzetting van de internationale intercity Metropolitano en vormde een rechtstreekse verbinding tussen het Ruhrgebied en de Italiaanse kust.
De trein ging van start met de treinnummers EC4 in noordelijke en EC5 in zuidelijke richting.

### Route en dienstregeling
| EC 4  | land        | station         | km | EC 5   |
| ----- | ----------- | --------------- | -- | ------ |
|       | Italië      | Sestri Levante  | 0  | 20:57  |
|       | Italië      | Genova          |    | 19:42  |
| 11:31 | Italië      | Milano Centrale |    | 17:20  |
| 12:11 | Italië      | Como            |    | 16:39  |
| 12:37 | Zwitserland | Chiasso         |    | 16:16  |
| 13:02 | Zwitserland | Lugano          |    | 15:51  |
| 13:30 | Zwitserland | Bellinzona      |    | 15:23  |
| 15:46 | Zwitserland | Luzern          |    | 13:07  |
| 16:25 | Zwitserland | Olten           |    | 12:29  |
| 16:54 | Zwitserland | Basel SBB       |    | 11:46  |
| 17:21 | Duitsland   | Basel Bad       |    | 11:39  |
| 19:28 | Duitsland   | Mannheim        |    | 09:26  |
| 20:10 | Duitsland   | Mainz           |    | 08:48  |
| 21:00 | Duitsland   | Koblenz         |    | 07:57  |
| 21:32 | Duitsland   | Bonn            |    | 07:23  |
| 21:53 | Duitsland   | Köln            |    | 07:54  |
| 22:27 | Duitsland   | Düsseldorf      |    | 07:32  |
| 22:41 | Duitsland   | Duisburg        |    | 007:15 |
| 22:54 | Duitsland   | Essen           |    | 07:04  |
| 23:16 | Duitsland   | Dortmund        |    | 05:43  |

In 1991 en 1992 vonden in Duitsland, in verband met de opening van de hogesnelheidslijn en de hereniging,  diverse aanpassingen plaats in het langeafstandsverkeer. Als gevolg hiervan  verviel de EC Carlo Magno op 30 mei 1992.